# Ablach (Donau)

Ablach er en flod i delstaten Baden-Württemberg i det sydlige  Tyskland og er en biflod til Donau fra højre. Den har sit udspring ved Hohenfels og har en længde på 38 kilometer. 
På vej mod Donau løber den gennem lavlandet Schwackenreuter og passerer byer og landsbyer som Bichtlingen, Meßkirch, Menningen, Göggingen, Ablach, Krauchenwies og Mengen. Efter Blochingen løber den ud  i Donau. 
Ablachtal, dalen som floden løber gennem, har vært beboet siden keltisk tid, formodentlig på grund af de frodige flodbredder som egner sig godt til landbrug.